# Teodosi de Bragança
Teodosi de Bragança (1568 - 1630), infant de Portugal i duc de Bragança.

## Orígens familiars
Fill de Joan VI de Bragança i de Caterina de Portugal. Era besnet del rei Manuel I de Portugal per línia materna.

## Infància
Sent un infant fou dut a la cort del rei Sebastià I de Portugal. El rei aprecià el seu cosí i decidí endur-se'l en la seva expedició al Marroc el 1578. Les tropes portugueses caigueren en un setge a l'interior del país africà i Sebastià I ordenà la retirada del noi per salvaguardar-lo. Teodisi descontent d'aquest decisió aconseguí un cavall i fugí vers les línies enemigues al costat del rei, amb la mort de Sebastià I Teodosi fou fet presoner. El seu pare assabentat de la seva captura oferí una gran fortuna i demanà ajuda al cosí de la seva esposa, Felip II de Castella, perquè demanés clemència per al nen al rei del Marroc. Aquesta ajuda fou innecessària, ja que el rei marroquí deixà anar l'infant a l'assabentar-se del seu coratge en la batalla i sense necessitat de pagar cap rescat.
A Portugal, amb la mort del rei Sebastià, la situació es tornà inestable. La seva desaparició comportà l'elecció d'un nou rei, l'ancià Enric el Cardenal. Teodosi era el fill de Caterina de Portugal, neta del rei Manuel I, i juntament amb el seu marit, ambicionaven la corona portuguesa. Felip II també pretenia, el tron en ser també net del rei Manuel, i ben aviat aconseguí allunyar Teodosi de Portugal. Aquest no aconseguí retornar al país fins que el rei castellà li permeté, en ser ja rei de Portugal.

## Regnat de Felip II de Castella
Durant el regnat de Felip II de Castella aconseguí convertir-se en un fervorós servent del rei castellà. Així defensà Lisboa dels atacs perpetrats per l'anterior rei exiliat Antoni de Portugal al bord de les naus angleses ofertes per Elisabet I d'Anglaterra.

## Núpcies i descendents
Es casà amb la jove castellana Ana de Velasco amb la qual va tenir:
- l'infant Joan IV de Portugal (1604-1656), rei de Portugal
- l'infant Eduard de Bragança (1605-1649)
- l'infant Catarina de Bragança (1606-1610)
- l'infant Alexandre de Bragança (1607-1637)